# Adoretus variegatus
Adoretus variegatus är en skalbaggsart som beskrevs av Karl Henrik Boheman 1857. Adoretus variegatus ingår i släktet Adoretus och familjen Rutelidae. Inga underarter finns listade i Catalogue of Life.